# Dendrobium guerreroi
Dendrobium guerreroi är en orkidéart som beskrevs av Oakes Ames och Eduardo Quisumbing y Argüelles. Dendrobium guerreroi ingår i släktet Dendrobium, och familjen orkidéer. Inga underarter finns listade i Catalogue of Life.

## Bildgalleri

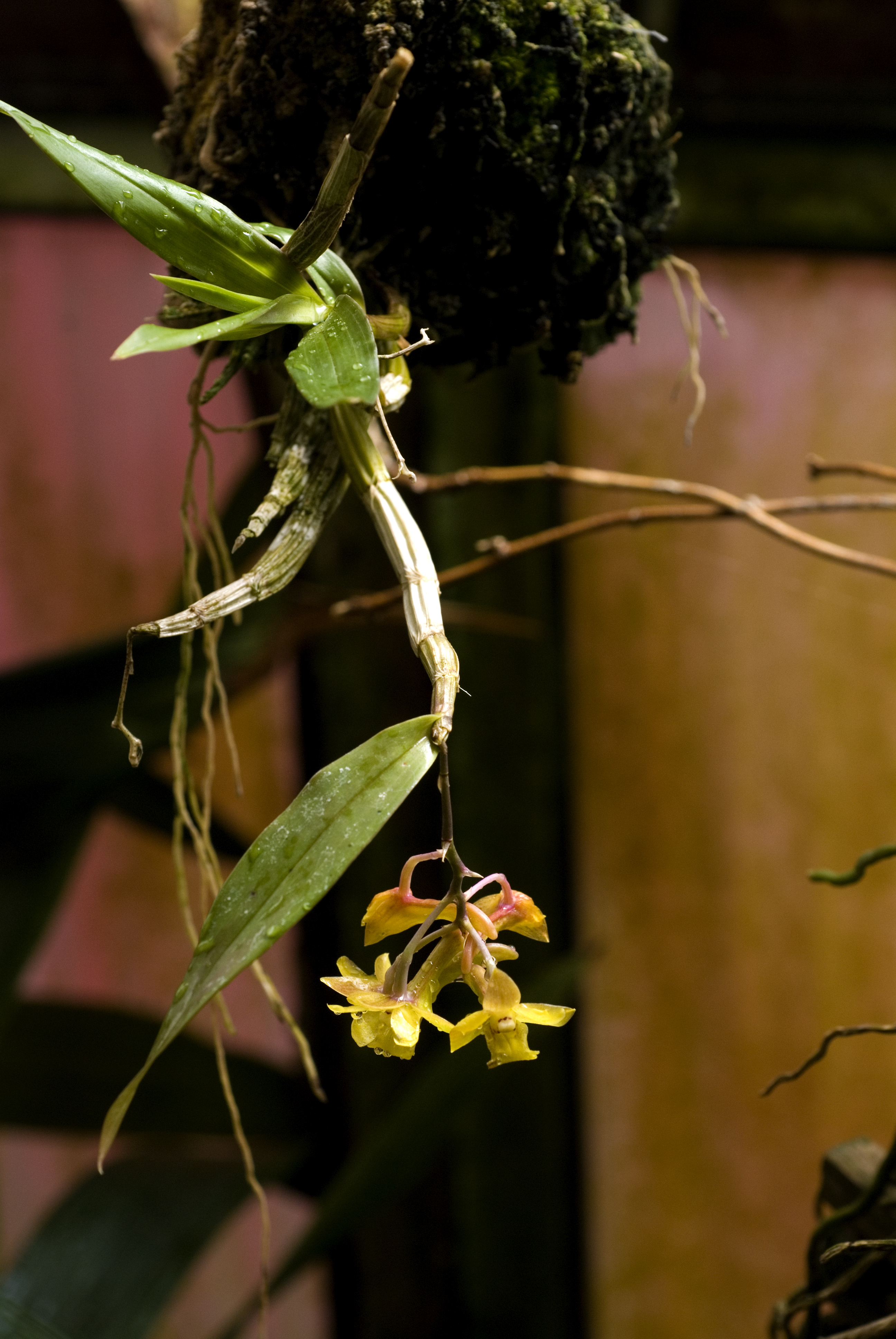